# Красивая мексиканская сойка
Красивая мексиканская сойка (лат. Cyanolyca pulchra) — вид птиц семейства врановых. Подвидов не выделяют. Распространён в Колумбии и Эквадоре.

## Описание
Красивая мексиканская сойка достигает длины 27—28 см. Длина хвоста составляет 12 см, длина клюва — 33 мм. Половой диморфизм не выражен. Перья на лбу короткие, густые и немного торчат, образуя хохолок. Уздечка, лоб и бока головы чёрные. Макушка и затылок светло-небесно-голубые, более бледные и белее по верхнему краю чёрной лицевой маски. Передняя часть спины тускло-фиолетово-голубая; остальная часть — цвета сепии. Кроющие перья крыльев и края маховых и рулевых перьев светло-голубые. Подбородок чёрный. Горло светло-голубое, более тёмное и с коричневатым оттенком на верхней части груди; брюхо светло-голубое. Радужная оболочка коричневая. Клюв и ноги чёрные. Самки похожи на самцов, но верхняя часть тела у них имеет коричневатый оттенок. Молодые особи более тусклые и коричневатые.

## Распространение и места обитания и биология
Красивая мексиканская сойка встречается вдоль узкой возвышенной полосы влажных предгорных и горных лесов на тихоокеанском склоне западной Колумбии и северо-западе Эквадора на высоте от 620 до 3140 м над уровнем моря. Обитает в густом подлеске, преимущественно вблизи водотоков и заболоченных участков.

## Биология
Биология красивой мексиканской сойки практически не исследована. Встречается поодиночке, парами или небольшими семейными группами. Предположительно питается в основном членистоногими. Описано только одно гнездо, представляющее собой чашу, сооруженную из палочек, снаружи украшенную мхом и выстланную изнутри тонкими растительными волокнами. В кладке было два зелёных с мелкими коричневыми вкраплениями яйца. Птенцы оперяются через 24 дня после рождения.